# G7-Gipfel in Taormina 2017

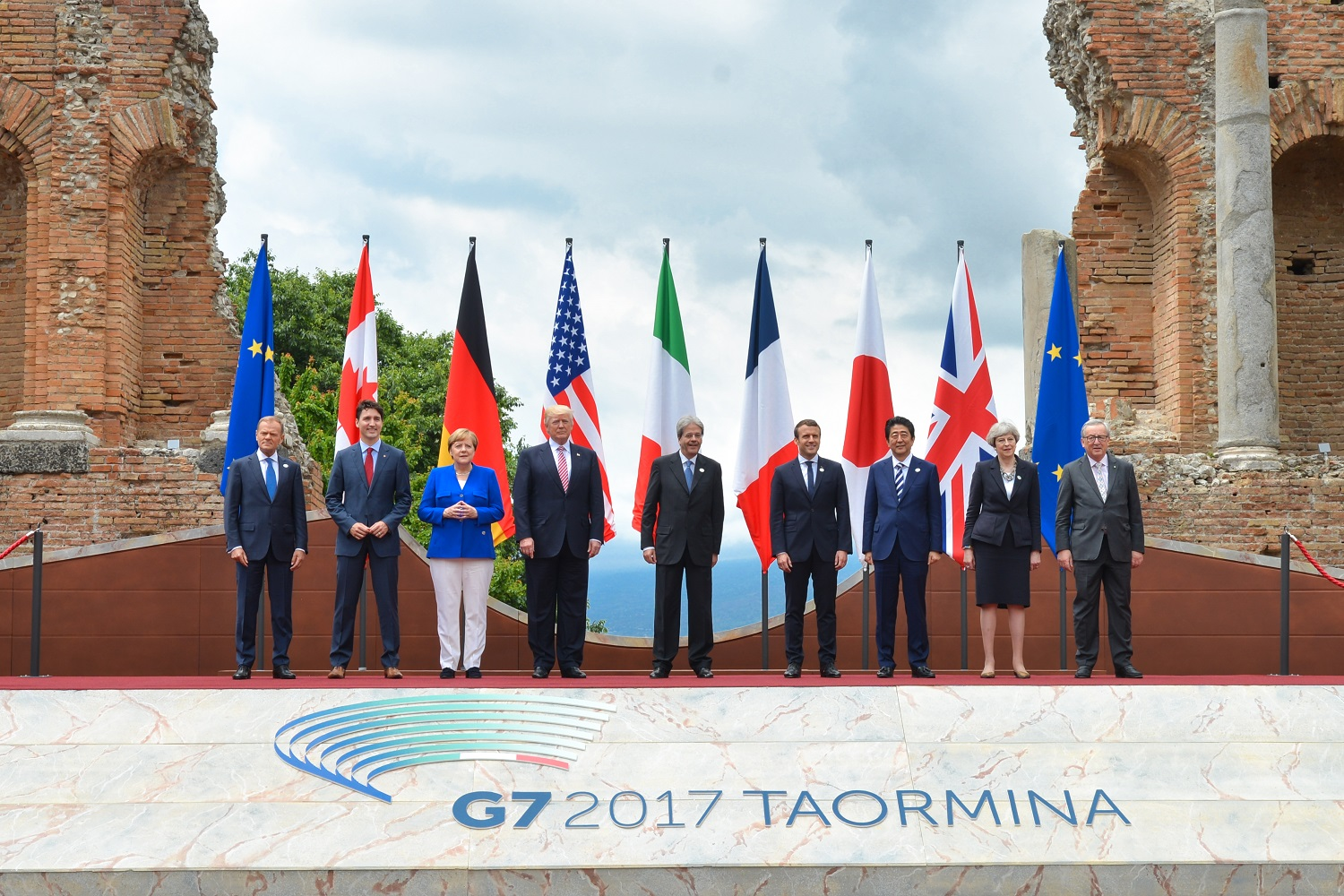
Die Teilnehmer der G7 und die Vertreter der Europäischen Union beim Gruppenfoto am 26. Mai

Der G7-Gipfel in Taormina war das 43. Gipfeltreffen der Regierungschefs der Gruppe der Sieben. Das Treffen fand unter dem Vorsitz des italienischen Premierministers Paolo Gentiloni am 26. und 27. Mai 2017 statt, Veranstaltungsort war die Stadt Taormina an der Ostküste Siziliens.
Am Vormittag des 27. Mai 2017 fand eine Sitzung der G7 mit Vertretern der afrikanischen Staaten Tunesien, Äthiopien, Nigeria, Niger, Kenia und Guinea statt.
Der G7-Gipfel in Taormina war der erste G7-Gipfel, der entschied, die Feststellung eines Dissenses in das gemeinsame Abschlusskommuniqué aufzunehmen. In der Klimapolitik gab es keine Einigung zwischen den USA und den anderen sechs Staaten. In der Handelspolitik wurde nach „sehr harten Verhandlungen“ (Merkel) ein Kompromiss erzielt.

## Themen
Drei Themenbereiche standen auf dem Gipfeltreffen im Vordergrund:
- Außen- und sicherheitspolitische Fragen vor dem Hintergrund aktueller Krisen in der MENA-Region und dem subsaharischen Afrika, beispielsweise die Bürgerkriege in Syrien und Libyen oder die Hungerkrise in Ostafrika. Von Bedeutung in diesem Zusammenhang sind auch der Umgang mit Migrationsbewegungen wie der 2015 begonnenen Flüchtlingskrise mit Ziel Europa sowie die Bekämpfung des internationalen Terrorismus.
- Die Umsetzung der in der Agenda 2030 verankerten Ziele für nachhaltige Entwicklung.
- Die digitale Revolution und ihre Auswirkungen.

## Trivia
Im griechischen Theater von Taormina besuchten die Staats- und Regierungschefs ein einstündiges Konzert des Orchesters der Mailänder Scala. Vor dem Konzert wurde im Theater das Gruppenfoto des Gipfels geschossen. Das Ehepaar Trump übernachtete in dem neben dem griechischen Theater erbauten Hotel Timeo.